# HMS Legion (G74)
Pour les autres navires du même nom, voir HMS Legion.
Le HMS Legion (G74) est un destroyer de la classe M construit pour la Royal Navy et ayant servi lors de la Seconde Guerre mondiale.